# Lasar's Group
Окремий загін спеціального призначення «Lasar's group» («Група Лазаря», «Лазар») — підрозділ спеціального призначення у складі Національної гвардії України.
На січень 2025 року є одним з передових підрозділів Сил оборони України з розвитку та використання БПЛА.

## Історія
Точна дата створення підрозділу невідома.
Станом на серпень 2023 року підрозділ виконував бойові завдання на бахмутському напрямку. 16 серпня спільними зусиллями з легіоном «Свобода Росії» було знищено російську САУ «Піон».[неавторитетне джерело]
Станом на січень 2025 року загін діяв на покровському напрямку. На цій ділянці фронту командування ОТУ «Донецьк» створило тимчасову тактичну групу, до якої увійшов і «Lasar's group». Загін налагодив взіємодію з іншими підрозділами групи, завдяки чому вдалося створити ефективну зону ураження дронами та знизити темпи російського наступу на Покровськ.
У рейтингу підрозділів БПЛА серед Сил оборони України за січень 2025 року «Lasar's group» зайняли перше місце за кількістю нарахованих балів. Також підрозділ зайняв п'яте місце у рейтингу за кількістю урадженого особового складу, друге місце за кількістю ураженої військової техніки (після ЦСО «Альфа») та перше місце за кількістю уражених танків ЗСРФ.
10 березня підрозділ оголосив про розширення та відкриття нових вакансій на широкий спектр спеціальностей, пов'язаних з роботою з БПЛА, РЕР та військовою технікою.

## Командування

### Командувачі
- (2025) полковник Єлізаров[1]